# Berwick-upon-Tweed
Pour les articles homonymes, voir Berwick.
Berwick-upon-Tweed, ou simplement Berwick, est une commune britannique située dans le comté de Northumberland. Elle est la ville la plus au nord de l'Angleterre, sur la côte Est, à l'embouchure de la Tweed.

## Géographie
Elle est ainsi située à 4 km au sud de la frontière écossaise[réf. nécessaire]. En 2011, la population comptait 12 043 habitants, en 2018, elle comptait 12 130 habitants, et en 2021, elle comptait 11 671 habitants[réf. nécessaire].
La ville a été fondée à l'époque du royaume anglo-saxon de Northumbrie, au Haut Moyen Âge. Le site a joué un rôle central dans les guerres qui ont opposé l'Angleterre et l'Écosse pendant des siècles ; la dernière fois que la ville a changé de main fut en 1482 quand les Anglais l'ont reconquise. Selon les historiens, elle a changé 13 fois de main au cours des siècles.
Berwick est une ville traditionnelle[C'est-à-dire ?], connue pour son marché et pour ses quelques particularités architecturales, en particulier ses remparts de défense, son château médiéval et ses casernes.

## Histoire
Berwick est prise et mise à sac par le roi Édouard Ier d'Angleterre le 30 mars 1296.
Longtemps disputée entre les royaumes d'Écosse et d'Angleterre, elle est annexée par cette dernière en 1482 (le comté du même nom est en Écosse), sa fonction stratégique sur la frontière entre les deux royaumes est à l'origine de son développement.

## Sport
Le club de football des Berwick Rangers y est basé et a la particularité d'être affilié à la Scottish Football League et donc de jouer les compétitions écossaises et non anglaises. Le stade Shielfield Park en accueille les matches à domicile.

## Divers
Plusieurs navires de la Royal Navy ont porté le nom de HMS Berwick  se référant à cette ville. 